# Chlorochaeta cassidara
Chlorochaeta cassidara là một loài bướm đêm trong họ Geometridae.